# Halocypris
Halocypris is een geslacht van kreeftachtigen uit de klasse van de Ostracoda (mosselkreeftjes).

## Soorten
- Halocypris angustifrontalis Chavtur & Stovbun, 2008
- Halocypris inflata Dana, 1849
- Halocypris pelagica Claus, 1890